# NGC 3013
NGC 3013 (również PGC 28300) – galaktyka spiralna (S), znajdująca się w gwiazdozbiorze Małego Lwa. Odkrył ją Lawrence Parsons 18 marca 1874 roku. Jest to galaktyka z aktywnym jądrem typu LINER.